# Dictyostelium
Dictyostelium ist eine Gattung von Schleimpilzen und lebt unter günstigen Umständen als Einzeller im Boden. Bei Nahrungsmangel schließen sich die einzelligen Amöben zu einem vielzelligen Verband (soziale Amöbe) zusammen und bilden an einem langen Stiel einen Fruchtkörper, das sogenannte Sorokarp, aus, aus dem Sporen entlassen werden.
Ein Vertreter dieser Gattung, Dictyostelium discoideum, ist ein bevorzugter Modellorganismus in der Zell- und Entwicklungsbiologie, sein Genom wurde 2005 von einem internationalen Forscherteam entschlüsselt.

## Taxonomie und phylogenetischer Ursprung
Aufgrund seiner widersprüchlichen Erscheinungsform und phylogenetischen Beziehungen war die evolutionäre Stellung von Dictyostelium eine Streitfrage, die für eine lange Zeit nicht befriedigend beantwortet werden konnte. Die Chemotaxis der Amöben und die Photo- und Thermotaxis der Amöben im Pseudoplasmodium ("Slug-Stadium") stehen im Kontrast zu der pilzartigen Erscheinung der Fruchtkörper und der zellulosehaltigen Zellwand späterer Entwicklungsstadien, die eher für Pflanzen typisch wäre.

## Arten (Auswahl)
Die Gattung wurde 1869 von Julius Oscar Brefeld erstbeschrieben und umfasst rund 50 Arten. Die häufigste Art ist die Typusart Dictyostelium mucoroides.
- Dictyostelium discoideum
- Dictyostelium mucoroides
- Dictyostelium polycephalum